# Ulloa (kommun)
Ulloa är en kommun i Colombia.   Den ligger i departementet Valle del Cauca, i den centrala delen av landet, 190 km väster om huvudstaden Bogotá. Antalet invånare är 5 745. Arean är 42 kvadratkilometer.
Terrängen i Ulloa är platt åt nordost, men åt sydväst är den kuperad.